# Cantone di Hyères-Ovest
Il Cantone di Hyères-Ovest era una divisione amministrativa del Var.
È stato soppresso a seguito della riforma complessiva dei cantoni del 2014, che è entrata in vigore con le elezioni dipartimentali del 2015.
Comprendeva parte della città di Hyères e la penisola di Giens. Fu istituito il 1º aprile 1998.
La sua controparte era il Cantone di Hyères-Est.